# Renault Trucks T
El Renault Trucks T es un camión Larga Distancia (Longhaul) fabricado por Renault Trucks.
Presentado el 11 de junio de 2013 en el show llamado R/Evolution, responde a la Norma Euro 6 que necesita un filtro antipartículas.

## Características
El camión existe con dos tipos de cabina, todas de concepción francesa. Tiene características de los modelos antiguos Magnum y Premium.
El primero tip tiene motor diésel de 6 cilindros en línea de inyección directa de 380 caballos de vapor (279 kW) a 520 caballos de vapor (382 kW)  (con el DTI 11: 380 caballos de vapor (279 kW)/430 caballos de vapor (316 kW)/460 caballos de vapor (338 kW) y con el DTI 13: 440 caballos de vapor (324 kW)/480 caballos de vapor (353 kW)/520 caballos de vapor (382 kW)).
El otro tipo tiene un suelo llano llamado Hight Sleeper que sustituyea al Renault Magnum y tiene motores diésel 6 cilindors en línea de inyección directa de 440 caballos de vapor (324 kW) a 520 caballos de vapor (382 kW) (DTI 13: 440 caballos de vapor (324 kW) 480 caballos de vapor (353 kW)/520 caballos de vapor (382 kW)).

## Recompensas
El 23 de septiembre de 2014, ganó el premio Camión Internacional del Año 2015 en el Salón IAA celebrado en Hannover.